# Ronde van Limburg 2016
Il Ronde van Limburg 2016, sessantacinquesima edizione della corsa, valevole come evento dell'UCI Europe Tour 2016 categoria 1.1, si svolse il 12 giugno 2016 su un percorso di 200 km, con partenza ed arrivo a Tongeren, in Belgio. La vittoria fu appannaggio del belga Kenny Dehaes, che completò il percorso in 4h 46' 30" alla media di 41,885 km/h, precedendo i connazionali Tom Boonen e Timothy Dupont.
Al traguardo di Tongeren furono 101 i ciclisti, dei 156 alla partenza, che portarono a termine la competizione.

## Squadre e corridori partecipanti
| N.      | Cod. | Squadra                          |
| ------- | ---- | -------------------------------- |
| 1-8     | WGG  | Wanty-Groupe Gobert              |
| 11-18   | EQS  | Etixx-Quick Step                 |
| 21-28   | TSV  | Topsport Vlaanderen-Baloise      |
| 31-38   | ROP  | Roompot-Oranje Peloton           |
| 41-48   | GAZ  | Gazprom-RusVelo                  |
| 51-58   | CRV  | Crelan-Vastgoedservice           |
| 61-67   | WIL  | Veranda's Willems Cycling Team   |
| 71-78   | WBC  | Wallonie Bruxelles-Group Protect |
| 81-88   | BOC  | Beobank-Corendon                 |
| 91-98   | TFC  | Telenet-Fidea                    |
| 101-108 | RIJ  | Cyclingteam Join's-De Rijke      |

| N.      | Cod. | Squadra                           |
| ------- | ---- | --------------------------------- |
| 111-118 | MET  | Metec-TKH Continental Cycling     |
| 121-128 | CIB  | Cibel-Cebon                       |
| 131-138 | ERA  | ERA-Murprotec                     |
| 141-148 | CCD  | Team Differdange-Losch            |
| 151-158 | PVC  | Parkhotel Valkenburg Cycling Team |
| 161-168 | ADT  | Armée de Terre                    |
| 171-178 | BBD  | Baby-Dump Cycling Team            |
| 181-188 | SHI  | Superano Ham-Isorex               |
| 191-198 | PCW  | T.Palm-Pôle Continental Wallon    |
| 201-206 | DSR  | Data#3 Cisco Racing               |

## Ordine d'arrivo (Top 10)
| Pos. | Corridore            | Squadra   | Tempo    |
| ---- | -------------------- | --------- | -------- |
| 1    | Kenny Dehaes         | Wanty     | 4h46'30" |
| 2    | Tom Boonen           | Etixx     | s.t.     |
| 3    | Timothy Dupont       | Veranda's | s.t.     |
| 4    | Coen Vermeltfoort    | Join's    | s.t.     |
| 5    | Tim Merlier          | Crelan    | s.t.     |
| 6    | Baptiste Planckaert  | Wallonie  | s.t.     |
| 7    | André Looij          | Roompot   | s.t.     |
| 8    | Mathieu van der Poel | Beobank   | s.t.     |
| 9    | Roman Maikin         | Gazprom   | s.t.     |
| 10   | Jetse Bol            | Join's    | s.t.     |